# Pădurea scufundată
Pădurea scufundată este un film românesc din 1972 regizat de Ion Bostan.